# Nanta

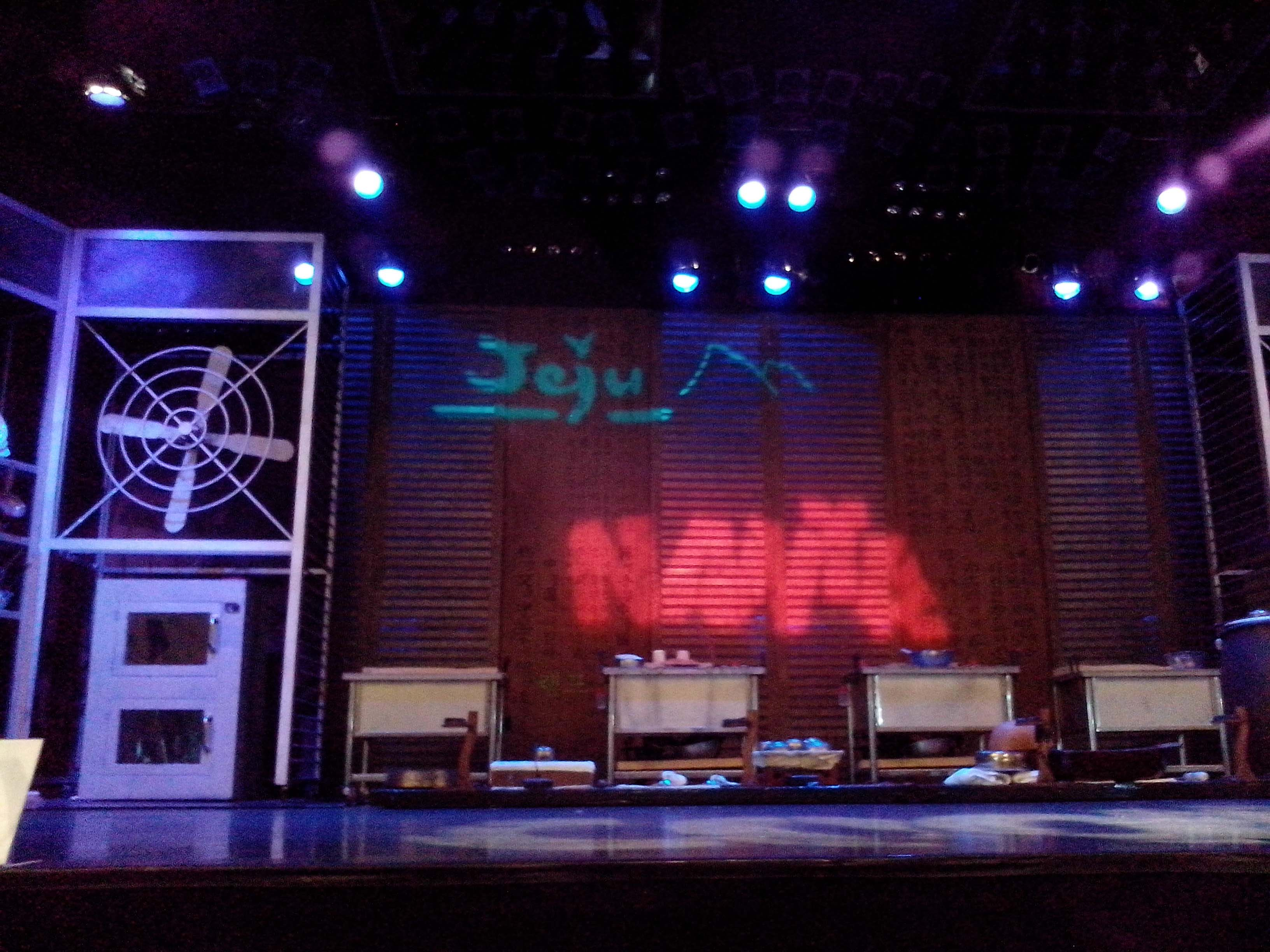
Nanta-Theater auf Jeju

Nanta (Hangeul: 난타; Hanja: 乱打秀, auch Cookin’ Nanta) ist ein südkoreanisches, gesangloses Musical um das Thema Kochen. Es gehört dem Genre Comedy und dem Musikgenre Samulnori an. Das Stück feierte im Oktober 1997 Premiere in der Hoam Art Hall in Seoul.

## Inhalt

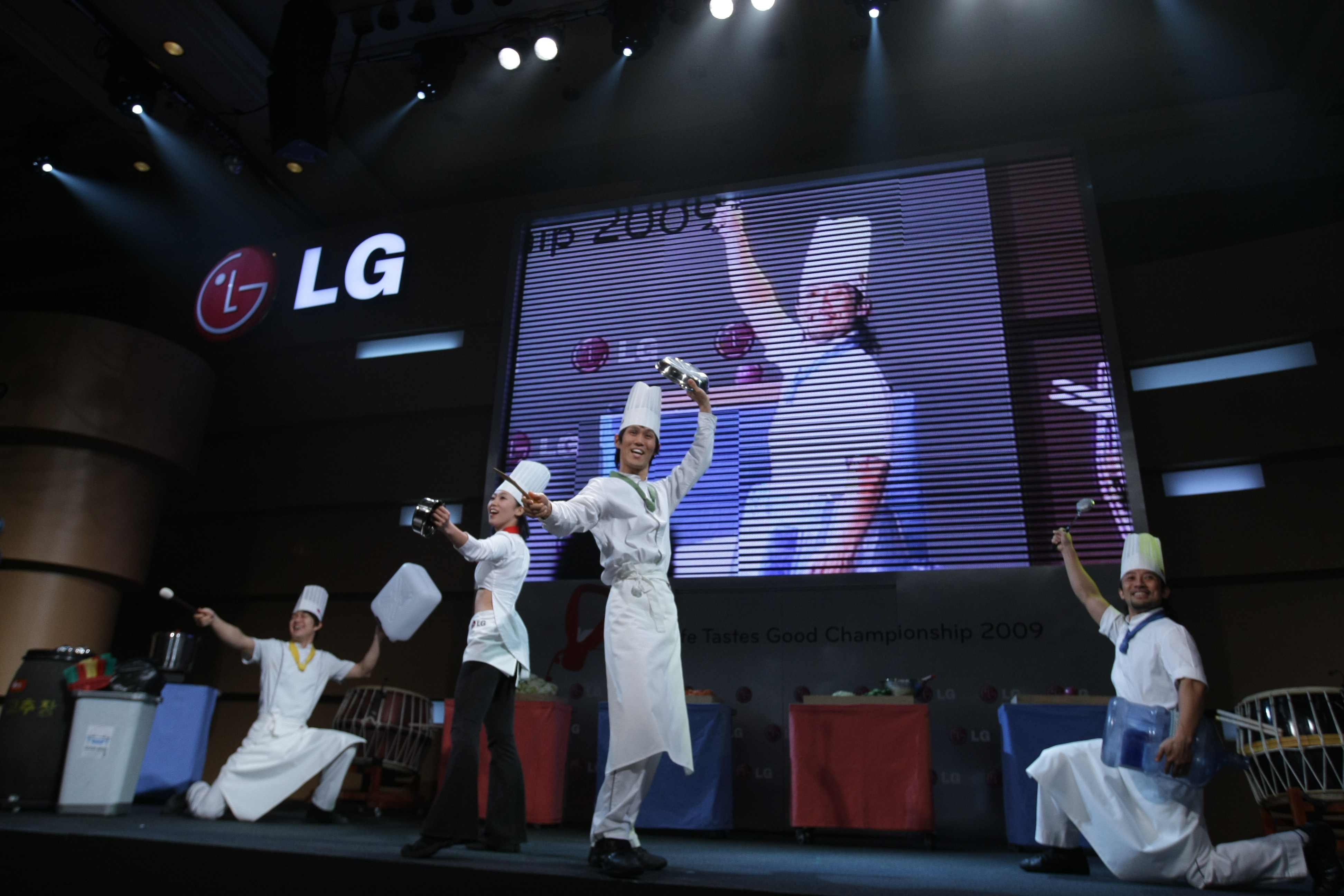
Auftritt beim LG Life Tastes Good Championship, in Bangkok, 2009

In dem Musical geht es um vier Köche, die innerhalb der knappen, vorgegebenen Zeit ein Hochzeitsbankett erstellen müssen. Die Show beinhaltet Akrobatik, Zaubertricks, Comedy, Pantomime und Einbezug des Publikums. Dabei spielt die Musik Samulnori eine große Rolle.

## Popularität

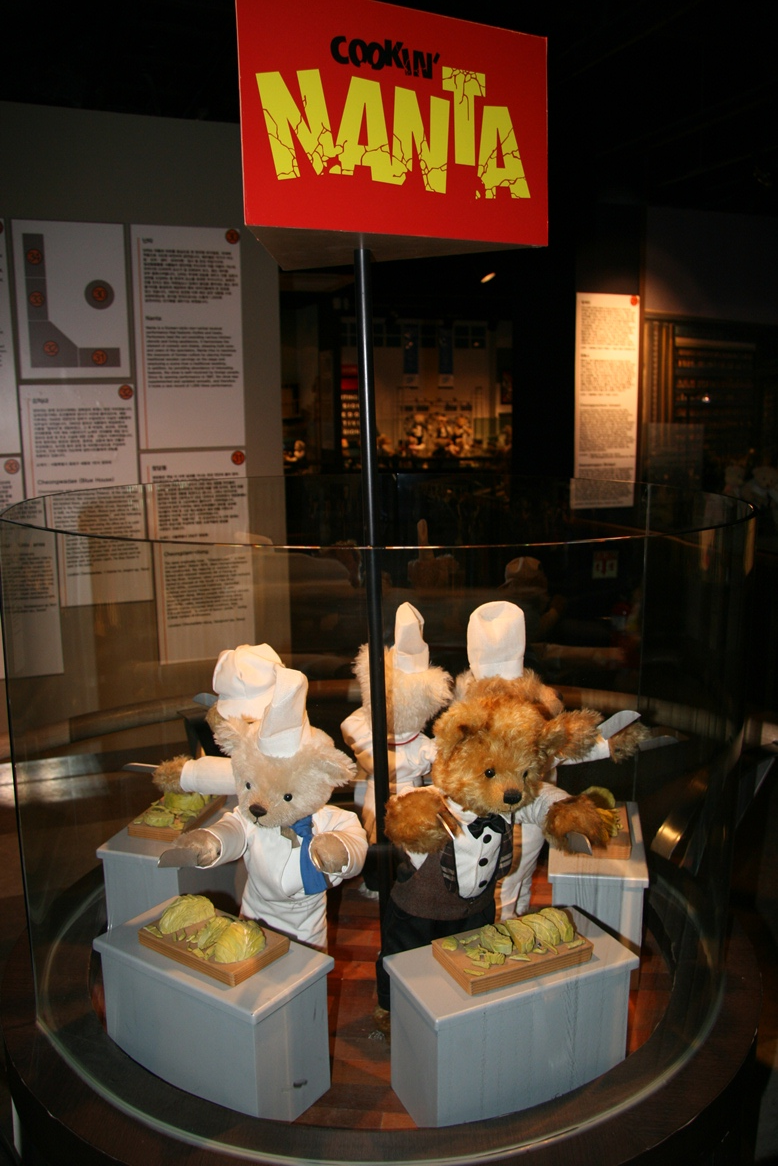
Nanta-Teddybären ausgestellt im Teddy Bear Museum im N Seoul Tower.

Nanta hat drei Theater in Seoul und ein Theater auf der Insel Jeju. Die internationale Erstaufführung war 1999 im Zuge der Edinburgh Festival Fringe, wo es als beste Performance ausgezeichnet wurde. Seitdem wurde Nanta in 18 Ländern aufgeführt.